# Tharra maai
Tharra maai är en insektsart som beskrevs av Nielson 1975. Tharra maai ingår i släktet Tharra och familjen dvärgstritar. Inga underarter finns listade i Catalogue of Life.